# Cirrhilabrus aquamarinus
Cirrhilabrus aquamarinus is een straalvinnige vissensoort uit de familie van lipvissen (Labridae). De wetenschappelijke naam van de soort werd in 2021 gepubliceerd door Tea, Allen & Dailami.

## Beschrijving
Cirrhilabrus aquamarinus is een lipvis die voornamelijk voorkomt aan de oostelijke kant van Sulawesi. Hij kan tevens worden aangetroffen bij de naburige eilanden van Banggai en Wakatobi. Er zijn ook enkele exemplaren aangetroffen bij Banda Neira. De soort komt voor op koraalriffen.
Deze vis is uiterlijk herkenbaar aan zijn oranjegekleurde kop die overgaat in een rood vlak aan de bovenkant. Een zwarte band gaat onder de vis door tot halverwege de kop. De rest van het lijf is groen, met een wit vlak aan de volledige onderkant van de vis. De vinnen zijn meestal blauw.

## Identificatie
Tot 2021 werd Cirrhilabrus aquamarinus niet onderscheiden van Cirrhilabrus solorensis. Onder deze naam is de soort populair geworden in de aquariumhandel. Cirrhilabrus solorensis heeft een groene kop met een oranje tot paars lijf. De verschillen tussen beide soorten zijn uiterlijk zichtbaar.